# Elena Sivertzen-Falk
Jenny Eleonora (Elena) Sivertzen-Falk, född Svanström 4 mars 1888 i Värmdö socken i Stockholms län, död 8 juli 1978 i Saltsjöbaden, var en svensk målare och silhuettklippare.
Hon var dotter till sjökaptenen Per Svanström och Anna Lundin. Från 1909 var hon gift med Oscar Sivertzen, från 1919 med direktören Gunnar Falk och från 1951 med provinsialläkaren Axel Skärgårdh; i första äktenskapet föddes sonen Per-Olav Sivertzen. Hon studerade för Gunnar Wennerberg och Olof Arborelius vid Tekniska skolan i Stockholm; samtidigt studerade hon miniatyrmåleri för Fanny Hjelm och Rudolf Jernström. Därefter studerade hon dekorationsmåleri i Köpenhamn. Hon medverkade i en utställning med svenska miniatyrmålningar på Gummesons konsthall 1929 och i samlingsutställningar på Liljevalchs konsthall och Norrköpings konstmuseum. Hennes konst består av stilleben och landskapsskildringar i olja eller akvarell, porträttmåleri på elfenben samt silhuettklipp. Hon är begravd på Skogsö kyrkogård.